# Segmentació per comportament
La Segmentació per comportament (en anglès, Behavioural targeting) és una tècnica de segmentació que segueix el comportament dels usuaris per així oferir la informació més ajustada a la navegació que realitzen; és a dir, selecciona aquells continguts que són més influenciables per l'usuari i els mostra en les noves pàgines web visitades.

## Procediments

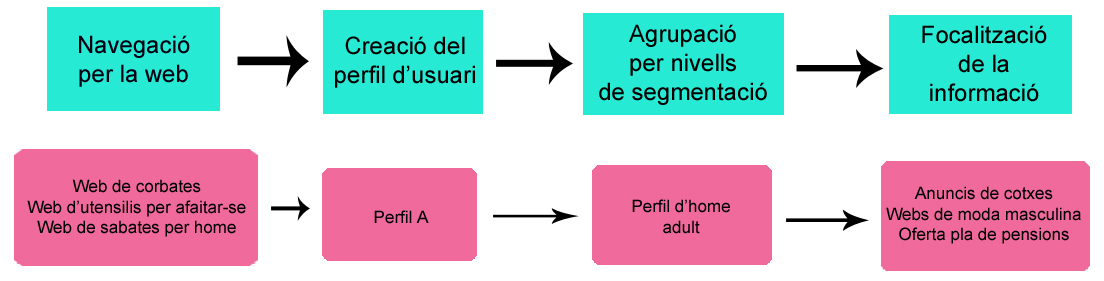
Figura 1: Procediments de la tècnica de segmentació de continguts per comportament.

### Creació del perfil
- Comportament de l'usuari (paraules clau utilitzades en les cerques, historial de navegació compres anteriors, consultes a fitxes de productes, etc.)
- Moment de la visita (hora o dia de la setmana, freqüència de la visita, etc.)
- Variables de l'entorn (adreça IP, país d'origen, zona horària, etc.)
- Origen de la visita (cercadors, campanyes publicitàries, CPC, etc.)
- Informació fora de línia de l'usuari (Vegeu apartat Inconvenients d'aquest article)

### Nivells de segmentació
La segmentació dels usuaris i la seva classificació és totalment dependent de la forma en què el proveïdor de la informació la vulgui definir.

### Focalització de la informació
El seu ús més comú és el de focalitzar anuncis online, encara que aquesta tècnica pot ser també utilitzada per productes i continguts audiovisuals.

## Implementacions de la segmentació per comportament

### On-Site Targeting
L'usuari és segmentat segons els continguts consultats o les accions preses dins una pàgina web i seguidament se li proporcionen els missatges, anuncis o continguts generats segons el perfil creat.
L'On-site Behavioral Targeting proposa utilitzar solucions predictives que permetin escoltar i respondre en temps real de manera intel·ligent a cada usuari que visiti una web concreta, presentant continguts dinàmics a les pàgines més rellevants en funció dels múltiples criteris abans esmentats dins la creació d'aquest perfil.
Exemple: Els usuaris que visitin diverses pàgines web relacionades amb motocicletes passaran a tenir el perfil de possibles compradors, llavors a partir d'aquell moment podran ser focalitzats pels publicistes del món del motor.

### Network Targeting
S'identifica un perfil segons l'historial de navegació de l'usuari en conjunt (es busca una relació comú entre els llocs visitats) i seguidament se li proporciona la informació.
Exemple: Veure exemple de la figura 1.

## Avantatges
La segmentació per comportament presenta grans avantatges per als que anuncien la informació, però també pels usuaris, ja que troben el que busquen d'una manera simple i senzilla.
Amb respecte als anunciants, l'avantatge d'aquesta tècnica és que poden tenir un perfil ben definit i fiable dels usuaris que poden ser clients importants, ja que l'anunciant coneix quines són les seves preferències i, a partir d'aquest coneixement, pot planificar una campanya de publicitat.
És important destacar que la publicitat es pot realitzar pensant en cada tipus d'usuari, el que provoca una rendibilitat general de la campanya.
Com ja sabem Internet és un dels serveis on hi ha més publicitat, per tant la competència és enorme. Per aquest motiu molts usuaris no tenen en compte la publicitat, ja que existeix una mena de saturació, però gràcies a la segmentació per comportament les campanyes poden ser pensades a mida i l'impacte que tenen sobre els clients importants augmenta de forma considerable.

## Inconvenients
Un dels principals problemes que han anat sorgint des que s'implementa aquesta tècnica estan relacionats amb la privacitat de l'usuari. Les accions passades poden determinar el contingut de la publicitat que vegi un usuari al futur i encara que les pàgines web i els publicistes diguin que no estan accedint i emmagatzemant dades personals (noms d'usuari o adreces) molts se senten desprotegits.
Un altre problema és que en alguns casos hi ha diversos usuaris per a un mateix ordinador. Això provoca que els proveïdors d'aquesta informació no siguin capaços d'acurar la focalització cap a l'usuari, llevat que cadascun d'ells tingui un nom d'usuari diferent.

## Orígens, actualitat i evolució
L'ús d'aquesta tècnica es comença a utilitzar amb la finalitat d'optimitzar l'eficiència comercial i publicista per Internet. En aquests temps que corren el buscar mètodes, procediments o sistemes que millorin aquesta eficiència és una bona proposta per oferir a l'usuari el que més s'adequa segons les seves necessitats. Per descomptat, això implica un estalvi en costos de publicitat i/o màrqueting.